# 基輔空襲 (2022年至今)
乌克兰首都及最大城市基辅拥有约295万居民，在俄罗斯入侵乌克兰期间经常成为俄羅斯軍隊的目标。2022年2月至4月期间，俄罗斯军队曾试图占领该城市，但被击退。此后，袭击主要通过飛彈或火炮远程进行。自2022年10月以来，基辅偶尔会遭到俄罗斯无人机的袭击。从2022年2月24日俄羅斯開始全面入侵以來到次年的2023年5月28日，基辅的空袭警报总计持续了887小时（即约36天）。基辅有1078个防空洞，但2023年6月，政府委员会发现其中只有一半仍然可用。